# 17094 Sarahsyed
A 17094 Sarahsyed (ideiglenes jelöléssel (17094) 1999 JV25) a Naprendszer kisbolygóövében található aszteroida. A LINEAR projekt keretében fedezték fel 1999. május 10-én.